# Estación de Charles de Gaulle - Étoile
Charles de Gaulle-Étoile es una estación de la línea A del RER, la red de trenes de cercanías operados por la RAPT en París. Se encuentra ubicada bajo la plaza de la Estrella y el Arco de Triunfo, en el límite entre los distritos 8.º, 16.º y 17.º. Ofrece conexiones con las líneas 1, 2 y 6 del metro de París.

## Historia
La estación fue inaugurada el 19 de enero de 1970, momento en el cual se cambió el nombre de la estación de metro por el actual de Charles de Gaulle-Étoile, nombre que tenía la estación RER. En su diseño, la estación RER es similar a las demás estaciones RER de París y tiene unas dimensiones de 225 metro de largo y 21 de ancho.

## Ruta y servicio
Los trenes de la línea A realizan diferentes rutas según sea hora punta o valle. En hora valle el servicio es siempre igual, siendo la línea recorrida por los siguientes trenes, todos ellos "omnibús", efectúan parada en todas las estaciones:
| tren | origen                 | < estación              | estación >              | destino                | frecuencia |
| ---- | ---------------------- | ----------------------- | ----------------------- | ---------------------- | ---------- |
| ZEUS | Boissy-Saint-Léger     | Auber                   | La Défense Grande Arche | Saint-Germain-en-Laye  | 10 min     |
| NEGE | Saint-Germain-en-Laye  | La Défense Grande Arche | Auber                   | Boissy-Saint-Léger     | 10 min     |
| TERI | Marne la Vallée-Chessy | Auber                   | La Défense Grande Arche | Poissy                 | 10 min     |
| OKRE | Poissy                 | La Défense Grande Arche | Auber                   | Torcy                  | 20 min     |
| UPAC | Marne la Vallée-Chessy | Auber                   | La Défense Grande Arche | Cergy-Le Haut          | 20 min     |
| QYAN | Cergy-Le Haut          | La Défense Grande Arche | Auber                   | Marne la Vallée-Chessy | 20 min     |

En hora punta el servicio se refuerza de forma diferente según sea por la mañana o por la tarde y el sentido. En cualquier caso, en hora punta es posible llegar de una punta a otra de la línea con trenes semidirectos que no paran en alguna estación.